# Stradivari Molitor
Lo Stradivari Molitor è un antico violino realizzato dal liutaio italiano Antonio Stradivari di Cremona nel 1697, l'inizio del celebre periodo d'oro del maestro italiano. Porta l'etichetta "Antonius Stradivarius Cremonensis / Faciebat Anno 1697" ed è marchiato sulla nervatura inferiore, "Curtis Phila".

## Storia
Ritenuto essere stato di proprietà di Napoleone Bonaparte, il violino appartenne alla socialite parigina del XIX secolo e mecenate delle arti Juliette Récamier fino al 1804, quando entrò in possesso di un generale dell'esercito di Napoleone, il conte Gabriel Jean Joseph Molitor. Il violino rimase nella famiglia del suo omonimo fino alla prima guerra mondiale, quando fu venduto in rapida successione da diverse aziende parigine. Il violino si unì quindi alle file di altri strumenti superlativi nella collezione del Curtis Institute of Music, dove rimase prima di essere venduto dalla ditta londinese di William Hill nel 1936.
Nel 1957 il violino fu acquistato da William Anderson di Derry, nell'Irlanda del Nord, dove rimase sotto il suo letto ad Aberfoyle Terrace fino al 1988. Quando William morì nel 1988, sua sorella Muriel offrì il violino alla Croce Rossa. Il violino fu venduto a Londra per £ 209.000 di cui £ 195.000 sono andate direttamente alla Croce Rossa.
Il violino fu acquistato dal violinista americano Elmar Oliveira da Christie's nel 1989.
Albert I. Stern possedette lo Stradivari Molitor per 16 anni, fino al 2010. Lo Stradivari Molitor fu venduto attraverso Tarisio Auctions il 14 ottobre 2010, per un record di 3,6 milioni di dollari, il prezzo d'asta più alto mai pagato per qualsiasi strumento musicale fino a quando Lady Blunt non fu venduto all'asta il 20 giugno 2011.
L'attuale proprietario del Molitor è la violinista americana Anne Akiko Meyers, che ha acquistato il violino da Tarisio Auctions.